# Paul Telfer (Fußballspieler)
Paul Norman Telfer (* 21. Oktober 1971 in Edinburgh) ist ein ehemaliger schottischer Fußballspieler und -trainer.
Er war auf verschiedenen Positionen einsetzbar, zumeist aber auf der rechten Seite und dort häufig als Außenverteidiger agierend, war er im englischen und schottischen Profifußball für die Erstligisten Luton Town, Coventry City, FC Southampton und Celtic Glasgow aktiv. Größte Erfolge waren zwei schottische Meisterschaften mit Celtic sowie der Einzug ins englische Pokalfinale 2003 mit Southampton.
Er ist der Neffe des schottischen Mittelfeldspielers Eamonn Bannon, der für Heart of Midlothian, den FC Chelsea und Dundee United aktiv gewesen war.

## Sportlicher Werdegang

### Luton Town (1988–1995)
Geboren im schottischen Edinburgh begann Telfers Fußballerkarriere beim englischen Erstligisten Luton Town und ab November 1988 war er dort Teil des Profikaders. Auf den ersten Einsatz musste er noch bis zum Ende der Saison 1990/91 warten, als er am 4. Mai 1991 gegen den FC Everton (0:1) erstmals eingewechselt wurde. In der folgenden Spielzeit 1991/92, die mit dem Abstieg in die Zweitklassigkeit endete, kam Telfer häufiger auf der Position des rechten Mittelfeldspielers zum Zuge. Im selben Jahr 1992 war Telfer mit seinem Mannschaftskameraden Darren Salton in einen schweren Verkehrsunfall verwickelt. Dabei wurde er selbst nur leicht verletzt und war recht bald wieder genesen; Salton hingegen kam beinahe um und musste aufgrund der Unfallfolgen seine Fußballkarriere beenden.
Bis zum Ende der Saison 1994/95 absolvierte Telfer für Luton 144 Ligapartien. Dabei schoss er 19 Tore und neben seiner guten Schusstechnik war er mit seinen Qualitäten bei der Balleroberung und -verteilung sehr gefragt. Gleichsam konnte er auf verschiedenen Positionen eingesetzt werden, vor allem als rechter Außenverteidiger. Es folgte im Sommer 1995 der Wechsel in die Premier League zu Coventry City. Die Ablösesumme betrug 1,5 Millionen Pfund und mit Telfers Antritt bei seinem neuen Arbeitgeber in Coventry begann auch eine lange Zusammenarbeit mit Gordon Strachan, der dort zunächst noch Spieler und Kotrainer war und 1996 zum Cheftrainer befördert wurde.

### Coventry City (1995–2001)
Trotz eines guten Einstands mit einem Kopfballtor beim Heimdebüt gegen Manchester City (2:1) gestaltete sich Telfers erstes Jahr in Coventry schwierig. Gleichsam, wie die Mannschaft in der Liga schwächelte, zeigte auch er sich zunehmend in schlechter Form. Nach Gerüchten bezüglich eines bevorstehenden Transfers zu den Blackburn Rovers verlor er dann gegen Saisonende seinen Platz in der Mannschaft. In seinem zweiten Jahr begann Telfer dann, die aufgrund der vergleichsweise hohen Ablösesumme verbundenen Erwartungen zu erfüllen, jeweils nach taktischer Vorgabe zunächst als rechter Mittelfeldspieler oder als offensiver rechter Außenverteidiger (in der Rolle des „wing-backs“). Die damit etwas defensivere Grundausrichtung führte jedoch dazu, dass er weniger seine originären Qualitäten in der Offensive ausspielen konnte und so blieb er mit Ausnahme zweier Treffer im Ligapokal in der Saison 1996/97 komplett ohne eigenen Torerfolg. In besonderem Maße profitierte er davon, dass er in Strachan einen Mentoren gefunden hatte, der in ihm einen Spieler sah, der eine ähnliche Rolle belegte, wie er selbst zu seinen aktiven Zeiten. Besondere Highlights der Spielzeit 1997/98 waren der Treffer nach nur 45 Sekunden gegen Crystal Palace und ein sehenswertes Freistoßtor im FA Cup gegen Sheffield United. In der Spielzeit 1998/99 zog es ihn als Vertreter von Gary McAllister zeitweise ins Mittelfeldzentrum und ein weiteres bemerkenswertes Vorkommnis war, dass er sich im Frühjahr 1999 nach bereits zwölf gesammelten gelben Karten vor dem „Tribunal“ des englischen Fußballverbands zu verantworten hatte.
Nach einem schwachen Start in die anschließende Spielzeit 1999/2000 verlor er seinen Stammplatz im rechten Mittelfeld, kehrte dann jedoch als Rechtsverteidiger nach der Verletzung von Marc Edworthy ins Team zurück. Zwar verdrehte er sich im Februar 2000 gegen Manchester United sein Knie und musste sechs Wochen lang aussetzen, aber die Verletzung seines Mannschaftskameraden Tomas Gustafsson sorgte für sein letztlich schnelles Comeback. Ausdruck seiner letztlich konstant guten Leistungen war auch, dass er im März 2000 gegen den amtierenden Weltmeister aus Frankreich unter Craig Brown sein erstes (und einziges) A-Länderspiel für Schottland bestritt. Im letzten Jahr für Coventry, das mit dem Abstieg in die zweite Liga endete, schien sein Stammplatz aufgrund des Neuzugangs David Thompson zwar stetig in Gefahr zu sein, aber trotz kleinerer Blessuren, Sperren, Länderspielberufungen und Formschwächen blieb er weiter eine feste Größe im Team. Schmerzhaft verlief sein Abschied, als er sich im letzten Spiel gegen Aston Villa (2:3) ein Bein brach.

### Letzte Vereinsstationen (ab 2001)
Mit dem ablösefreien Wechsel zum FC Southampton im November 2001 blieb Telfer der Premier League erhalten. Beim neuen Klub war er mit seiner Zweikampfstärke, den Fähigkeiten im Passspiel und der hohen Laufbereitschaft sofort eine Verstärkung im Mittelfeld. Dazu vertrat er den verletzten Jason Dodd im März 2002 und in den ersten Wochen der Saison 2002/03 als rechter Außenverteidiger. Im Dezember 2002 hatte er dann Dodds Platz vorerst erobert und seinen angestammten Platz im rechten Mittelfeld nahm für gewöhnlich der Franzose Fabrice Fernandes ein. Großer Erfolg war für Telfer 2003 das Erreichen des Endspiels im FA Cup. In der Finalpartie gegen den FC Arsenal, die mit 0:1 verloren ging, rückte er wiederum für Fernandes ins rechte Mittelfeld vor. Dort agierte er auch größtenteils wieder in der Saison 2003/04 und unter gleich drei verschiedenen Trainern war seine Laufbereitschaft im etwas schwächelnden Mittelfeld geschätzt. Als sich Kapitän Dodd im März 2004 ein weiteres Mal verletzte, bekleidete er erneut dessen Position für die verbliebenen Partien der Spielzeit. Telfers viertes und letztes Jahr in Southampton endete mit dem Abstieg als Tabellenletzter der Premier League. Einen festen Platz im Team hatte er dabei erst ab Dezember 2004 unter dem neuen Trainer Harry Redknapp – zuerst als rechter Abwehrspieler, später im rechten Mittelfeld und für die beiden letzten enttäuschenden Saisonpartien wieder als Außenverteidiger.
Im Juli 2005 ging Telfer nach Schottland zu Celtic Glasgow, wo ihn erneut Strachan – wie zuvor in Coventry und Southampton – trainierte. Nach einem missratenen Debüt beim 0:5 in der Champions-League-Qualifikation gegen Artmedia Bratislava konnte er sich zunächst in der neuen Umgebung nur sehr langsam akklimatisieren, bevor er sich einen Stammplatz in Strachans Mannschaft eroberte. Innerhalb von zwei Jahren gewann er zwei schottische Meisterschaften und einmal den Ligapokal, bevor er seinen Vertrag aus familiären Gründen vorzeitig und im Einvernehmen mit der Vereinsführung auflöste.
Zurück in England schloss sich Telfer dem Drittligisten AFC Bournemouth an. Dort war er in der Hinrunde der Saison 2007/08 auch ein fester Bestand im Team, aber gleichzeitig wurden seine Probleme sichtbar, sich an den rustikalen unterklassigen Fußball zu gewöhnen. Als er sich zudem Anfang Dezember 2007 am Fuß verletzte, die eine Operation notwendig machte, entschloss er sich dazu, seine aktive Karriere zu beenden. Dank der Überredungskünste von Gary McAllister änderte Telfer seine Meinung noch einmal im August 2008. McAllister als damaliger Trainer von Leeds United suchte dringend nach einer Verstärkung für die Defensive, die zu viele Gegentore zugelassen hatte. Der mittlerweile 37-jährige Routinier absolvierte im Abwehrzentrum 14 Ligaspiele für die „Whites“, bevor er unter McAllisters Nachfolger Simon Grayson keine Rolle mehr spielte und Anfang Februar 2009 den ursprünglichen Einjahresvertrag vorzeitig auflöste.
Im April 2009 setzte Telfer seine aktive Karriere im semiprofessionellen Fußball fort. Im sogenannten Non-League football schloss er sich dem Verein Slough Town an – dort war sein enger Freund Darren Salton als Co-Trainer beschäftigt. Mitte 2011 heuerte ihn der ebenfalls unterklassige Klub Sutton United als Spieler und Trainerassistent an.

## Trainerkarriere
Nachdem er schon bei Sutton United in der Conference South als Co-Trainer beschäftigt war, ging er 2014 in die USA und wurde Assistenztrainer bei Indy Eleven in der North American Soccer League. Dieses Engagement kam zustande, weil der Trainer von Eleven, Juergen Sommer, zusammen mit Telfar bei Luton Town aktiv war und sich die beiden aus dieser Zeit kennen.

## Titel/Auszeichnungen
- Schottische Meisterschaft (2): 2006, 2007
- Schottischer Ligapokal (1): 2006